# 绒缨菊
绒缨菊（学名：Emilia coccinea）为菊科一点红属的植物。分布于世界广泛栽培以及中国大陆的河北、西安、北京等地，目前尚未由人工引种栽培。

## 别名
绒缨花（安徽植物志）

## 异名
- Emilia sagittata DC.